# Nicolas Roland Payen
Nicolas Roland Payen (ur. 2 lutego 1914 roku w Athis-Mons, zm. 8 grudnia 2004 w Juvisy-sur-Orge) – francuski konstruktor lotniczy, prekursor samolotów bojowych w układzie delty.

## Życiorys
Od najmłodszych lat interesował się lotnictwem. W 1928 r. zaprojektował swój pierwszy samolot. Rok później w rodzinnym Athis-Mons założył stowarzyszenie „Les Goélands”, przy pomocy którego zbudował zaprojektowany przez siebie szybowiec Zâgling. W 1930 r. otrzymał w prezencie od Jeana Beaucarnota lekki samolot, który planował wyposażyć w silniki rakietowe. Podczas prób doszło do eksplozji, w której Payen nie odniósł obrażeń, ale zrezygnował z dalszych prac nad tego rodzaju napędem.
Znalazł zatrudnienie w biurze projektowym Romulusa Bratu, 13 listopada 1931 r., wspólnie z Robertem Sauvage, zgłosił patent samolotu łączący rozwiazania skrzydła delty z układem kaczki. W 1933 r. przystąpił do projektowania, w opatentowanym układzie, samolotu Pa 100, który był przewidziany do wzięcia udziału w niemieckich zawodach Coupe Deutsch de la Meurthe. Udaje mu się uzyskać wsparcie finansowe Émile Régniera, dyrektora paryskiego domu towarowego, dzięki czemu może rozpocząć budowę maszyny. Wycofanie dofinansowania zmusza go do szukania rozwiązań zastępczych, montuje w samolocie silnik gwiazdowy Gnome-Rhône, ale jego duża moc wyklucza go z zawodów w Niemczech.
27 kwietnia 1935 r. pilot doświadczalny Jean Meunier w Étampes oblatał samolot Payena. Podczas kolejnego lotu dochodzi do katastrofy i zniszczenia maszyny. Niezrażony Payen kontynuuje prace i zmienia konstrukcję samolotu. Nową maszynę, oznaczoną jako Pa 112 C1 „Flèchair”, zgłasza do rządowego konkursu na lekki samolot myśliwski. Nowatorska konstrukcja, wyposażona w dwa sprzężone silniki rzędowe napędzającymi współosiowe śmigła przeciwbieżne, wzbudza zainteresowanie francuskiej generalicji. Ostatecznie władze ogłaszają, że nie są zainteresowane projektem Payena.

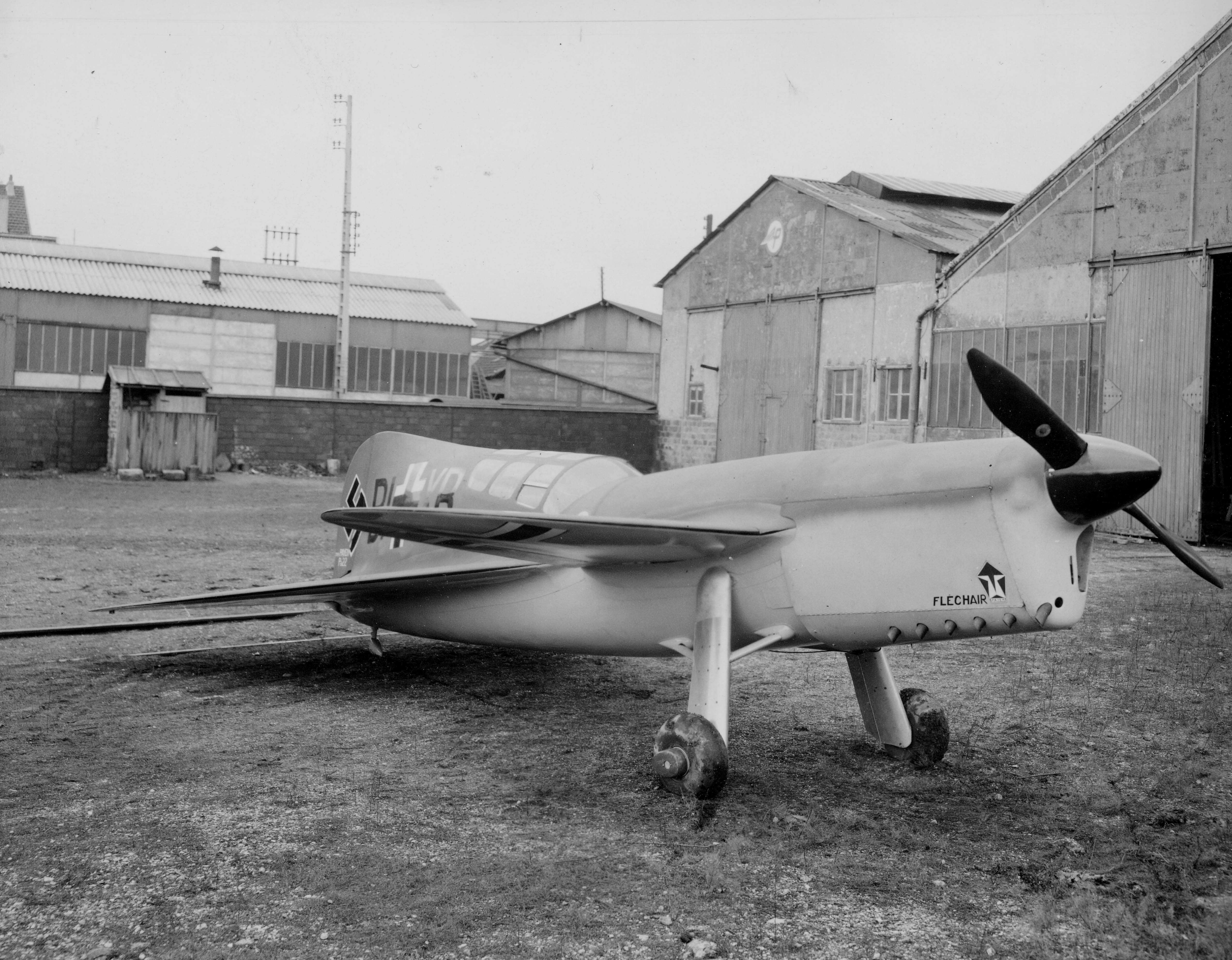
Payen Pa 22 testowany przez Luftwaffe

Powstaje pomysł, aby do napędu samolotu zastosować silnik strumieniowy, początkowo dwa pod skrzydłami, następnie jeden w kadłubie. Jeden z kooperantów, odpowiedzialny za opracowanie mieszanki napędowej do silnika Mélot 1R, nie wywiązuje się z powierzonego zadania. Payen decyduje się zastosować silnik rzędowy Régnier przyznany mu przez państwo. W niewielkiej fabryce lotniczej powstaje samolot oznaczony jako Pa 22. Prototyp maszyny został skierowany na badania w tunelu aerodynamicznym w Chalais-Meudon, jednakże wybuch wojny przerywa badania nad maszyną. Payen porządkuje swoje życie prywatne i zawodowe. Zakupuje niewielką fabrykę w Juvisy-sur-Orge produkującą meble, 11 czerwca 1940 r. w Paryżu zawiera związek małżeński.
Nieoblatany Pa 22 wpadł w ręce wojsk niemieckich i wzbudził zainteresowanie Luftwaffe. Konstruktor został zmuszony do kontynuowania prac nad maszyną. Do jej oblotu doszło 18 października 1941 r. Pod pretekstem konieczności wprowadzenia zmian w konstrukcji Payen zmagazynował samolot w swej fabryce w Juvisy-sur-Orge. W 1943 r. fabryka i samolot zostały zniszczony podczas nalotu.

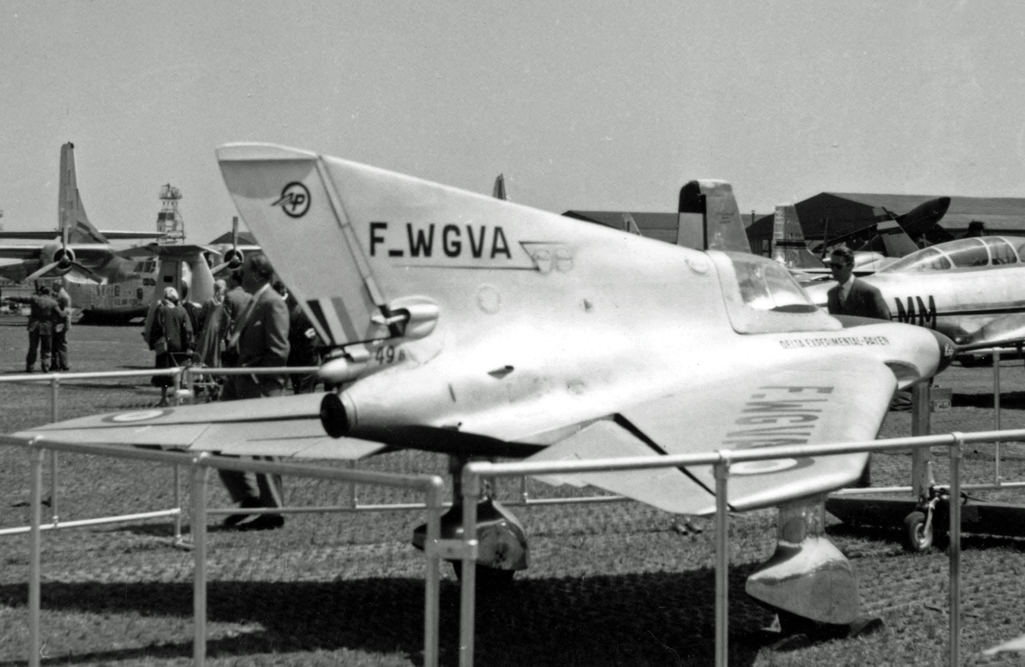
Payen Pa 49 na Salonie Lotniczym w Paryżu

Po zakończeniu działań wojennych Payen nadal pracował nad nowymi konstrukcjami lotniczymi w opatentowanym przez siebie układzie. Opracował maszynę Pa 49 „Katy” – pierwszy francuski odrzutowiec w układzie delta, napędzany silnikiem Turboméca Reaktor „Palas”. Jego oblotu dokonano 16 grudnia 1953 r. Maszyna została w 1967 r. zaprezentowana na Salonie Lotniczym w Paryżu. W latach pięćdziesiątych XX wieku założył stowarzyszenie „Les Amis du château feudal de Montlhéry”, które zajęło się odbudową zamku w Montlhéry.
W latach 60. XX w. opracował kolejne dwie konstrukcje w układzie bezogonowym, nazwane „Arbalète”. Od 1962 r. pracował nad rekonstrukcjami samolotów i szybowców na użytek produkcji filmowych. Zrekonstruował m.in. szybowiec Airspeed Horsa i samolot Breguet 14. Po przejściu na emeryturę działał w stowarzyszeniu Amicale Jean-Baptiste Salis, gdzie zajął się konserwacją i rekonstrukcją zabytkowych samolotów.